# La casa de Bernarda Alba
La casa de Bernarda Alba és una obra de teatre en tres actes de l'escriptor espanyol Federico García Lorca, escrita el 1936, poc abans del seu assassinat (agost de 1936). Es va estrenar a Buenos Aires, Argentina, el 1945.
L'obra és considerada per alguns crítics com una tragèdia, i per uns altres com un drama, seguint l'opinió del mateix autor. Molts han opinat que és la culminació d'un llarg procés evolutiu del dramaturg, des del modernisme a l'avantguardisme i d'aquí a la seva fase de plenitud. Cal ressaltar, en primer lloc, la seva concepció del teatre. Rebutja el teatre burgès de Jacinto Benavente, ja que el seu únic fi és el lucratiu. Tampoc li agradava, especialment al final, el vers. Això no vol dir que rebutgi la poesia en el teatre, més aviat la personalitza. En canvi mostra la seva simpatia pel teatre popular o marginal: el guinyol, el vodevil, etc.
Possiblement, les frases que millor aclareixen la seva idea sobre el teatre són aquestes, formulades el 1936 quan llegia als seus coneguts La Casa de Bernarda Alba: '"El teatre és la poesia que s'aixeca del llibre i es fa humana. I al fer-se, parla i crida, plora i es desespera. El teatre necessita que els personatges que apareguin a l'escena duguin un vestit de poesia i al mateix temps que se'ls vegin els ossos, la sang".
Aquestes paraules mostren la dimensió humana del teatre en la qual el lector ha de sentir com els personatges, la qual cosa ajuda considerablement els aires de realitat.
A mesura que Lorca madura va acompanyant les seves obres teatrals amb un enfocament social i popular (tot això es veu en aquesta peça) i concebent una funció didàctica del teatre, desmarcant-se de l'elitisme del 27. El teatre havia de servir per criticar la moral antiga i desfasada.

## Plantejament
Després de la mort del seu segon marit, Bernarda Alba imposa un dol rigorós a les seves cinc filles, que en la seva vida quasi no han mantingut cap contacte amb el sexe oposat, sinó només amb el mateix sexe. Si bé és un costum real, Lorca ho retrata insinuant que a més de ser un drama de les dones dels pobles d'Espanya, també té la intenció de documental fotogràfic. L'obra comença amb l'entrada de les serventes parlant de com de dèspota és Bernarda i amb l'arribada immediata d'aquesta, confirmant el seu rigorós tracte envers elles i les seves filles, i imposant silenci. Quan la filla gran hereta una gran fortuna i atreu un pretendent (Pepe el Romano), gelosia i passions es desencadenen a la casa desembocant en un final tràgic amb la mort de la més jove, qui no vol sotmetre's a la voluntat de la seva mare. Bernarda finalitza l'obra dient a les seves filles que la seva filla ha mort verge, i ordenant silenci, com en la seva entrada al principi.

## Personatges
Cal recalcar la barreja característica de Lorca dels personatges. D'una banda són estereotips, ja que representen una figura. Però també tenen darrere la seva història, els seus sentiments. Cal ressaltar que tan sols apareixen dones, ja que és un drama sobre elles.
- Bernarda: Tot el negatiu se centra en ella. És tirana, despòtica i és blanc de gairebé totes les crítiques de l'obra. El seu llenguatge ja adverteix sobre el seu caràcter: l'ús reiterat de paraules prescriptives, el seu suport sobre el bastó (símbol del poder).

- Angustias: Gràcies als seus diners, pot casar-se amb Pepe el Romà. Encara que és conscient d'això, li és indiferent, ja que el seu únic desig és sortir de la maleïda casa i del poder de la seva mare. Encara que després de 40 anys no queden en ella passions ni alegries.

- Magdalena i Amelia: Són les dues més submises. Han acceptat el poder de la seva mare amb resignació.

- Martirio: És el personatge més complex de tots. La seva mare va frustrar les seves noces i sent un ressentiment i una gelosia molt grans de la seva germana petita, ja que veu impotent com aquesta atreu Pepe el Romà.

- Adela: La més jove de totes. No està disposada a sotmetre's a la tirania materna i tot en ella és vitalisme. Desafia la moral establerta, encara que és impossible vèncer-la i això la duu a la destinació tràgica.

- Poncia: La criada. Seria gairebé de la família si no fos pel classisme imperant. Cal ressaltar d'ella la seva parla popular i variada.

## Temes
Apareixen una enorme quantitat de temes que Lorca critica durament: 
- Destinació tràgica: Adela ha volgut rebel·lar-se contra l'ordre establert i ho ha pagat amb la seva vida.
- Opressió sobre la dona: Igual que els gitanos del Romancero, Lorca sent compassió amb els éssers desvalguts, oprimits per la societat i s'identifica amb ells.
- Moral conservadora: Obsessió per la virginitat de la dona, la religió, el "què diran"...
- Classisme: La societat està clarament jerarquitzada, es mostra sobretot en la relació que mantenen la Poncia i Bernarda, ja que, malgrat conèixer-se de mitja vida, una servint l'altra i tractant-se d'igual a igual en alguns fragments de l'obra, en d'altres Bernarda fa valer la seva qualitat de mestressa i fa abaixar el cap a la seva criada.
- Les aparences: Com tota la resta, Bernarda és el màxim exponent d'aquest afany negatiu per aparentar. A més a més, els freqüents comentaris sobre les vides dels personatges externs a la casa i les referències a la biografia de la Poncia, el delaten com un altre dels temes principals. Aquest tema va combinat amb l'honor aparent.
- Autoritarisme: Cruel i irracional despotisme de Bernarda. De fet, el paper de Bernarda ha estat interpretat de vegades per homes per a donar major duresa a aquest aspecte. La inmasculació de Bernarda es vincula al seu símbol de poder: el seu bastó.

A més com a tema principal: 
- El desig de llibertat. Adela serà el màxim exponent d'aquesta manera de pensar. La primera que, mitjançant petites "gestes" (com ara mostrar peces d'un color diferent al negre, rebel·lar-se de paraula i acte contra la seva mare...), es rebal·la i això la farà la veritable víctima de les circumstàncies que envolten la casa.

- El compliment amb el designi imperiós de les lleis naturals i intuïtives. Les referències a la naturalesa de caràcter simbòlic estan buscades i mesurades: la masculinitat, la passió, el desig sexual primitiu, representat en els dos cavalls de l'obra: el de Pepe el Romano i el Garañón que renilla i piafa dins de la casa; el desig, present en tot moment amb l'esment reiterat de la calor que fa bullir la sang de les germanes; etc.

Temes secundaris: 
- La sensualitat
- L'odi
- L'enveja: es pot observar, sobretot, en la relació entre les germanes. Angustias, per ser filla d'un home amb diners, és l'hereva de la fortuna familiar i, per això, la requerida per Pepe el Romano com dona. Tant Martirio com Adela pugnen contínuament pels favors de Pepe el Romano formant un triangle d'enemistats entre elles.
- La injustícia amb les dones en un món d'homes. Les freqüents al·lusions per part de totes les habitants de la casa a la "forma de fer de les dones" posen en rellevància no només la moral de l'època, sinó també l'opinió de l'autor sobre el tema. Adela posarà sempre el tint de la crítica, al·ludint a la repressió i a la necessitat de trencar el jou social.
- La hipocresia social també es veu bastant clara a l'obra.

## Ambient, estructura, realisme poètic.
Ressaltar la progressió dramàtica del conflicte. A mesura que progressa la narració ens endinsem més a la casa i, simbòlicament, a les ànimes de les persones.
Cada incident està perfectament travat amb l'anterior i amb el següent assolint així un magnífic encadenament de l'acció, reforçat sens dubte pel fet que no hagi escenes. El mestratge de Lorca a l'hora d'estructurar el drama és notori quant a la fluïdesa, la naturalitat dels personatges a l'hora d'entrar i sortir en el vers únicament per les escenes de màxim dramatisme 
- La riquesa costumista, ens posem en contacte amb el poble i som testimonis de tot el que succeeix aquí.
- Documental fotogràfic: s'apreciarà constantment el joc entre el blanc i el negre.
- Tanmateix, el realisme està carregat per una important dimensió simbòlica i un desmesurat argument, pel que es defineix com realisme poètic.

## Simbologia
Lorca estava fortament influït pel simbolisme, comú en la Generació del 27. Heus aquí uns quants símbols: 
- L'aigua: set com referència al desig sexual (vegeu la sufocació: per això Bernarda vol tancar finestres i Adela/Martirio tenen set. El cavall quan dona coces té set). El poble no té rius (igual a vida) però si pous (foscs símbols de mort). Es contrasten les referències a l'aigua estancada/enverinada dels pous amb l'aigua neta i infinita de mar (la qual anhela María Josefa, l'àvia).

- Blanc-negre (ve reforçant la idea del documental fotogràfic: blanc per al positiu en general (la vida, la llibertat, la sexualitat) mentre que el negre es refereix a la mort (Adela mor de nit) i al fanatisme religiós (dol).

- El color verd: significa la rebel·lia. Es demostra amb el vestit verd que lluu Adela i el ventall que usa; ella és l'única de les filles que es rebel·la contra la seva mare.

- La calor regnant contribuïx a intensificar la tensió dramàtica i a modelar el caràcter trist dels habitants de les terres seques enfront de la dels habitants de les terres humides. A més, s'associa també amb el fat i la fatalitat dels personatges.

- El guarà representa altre paper simbòlic clar. És la correlació de Pepe el Romano en el món animal, i per tant, un símbol sexual molt acusat. Fins a tal punt és així que la resposta de Bernarda a Prudència (una dona que les visita) té, en el manuscrit de l'obra, una variant ratllada molt significativa: "A l'alba se li tirarà cinc". Cinc, com les filles de Bernarda. Amb el cavall guarà s'introduïx un altre espai dramàtic de funció decisiva.

- El bastó com símbol del poder tirànic Bernarda. Quan Adela el trenca, acaba la tirania i es mostra la rebel·lia d'Adela. El bastó com a símbol fàl·lic. El bastó com símbol de la ceguesa de Bernarda.

- Els noms dels personatges. Bernarda (força d'os), Martiro (martiri) i Angustias (angoixes) són evidents, Adela (noblesa), Amelia (sense mel) i María Josefa (Maria mare de Jesús, Josep pare de Jesús; simbolitza l'edat del personatge). Els noms ajuden el lector a deduir algunes característiques dels personatges referents a la seva etopeia (personalitat, etc.).

- El lleó representa, igual que el guarà, la masculinitat, i és per això que se li atribuïx a Pepe el Romano.

- Les perles com a símbol, representen a les llàgrimes. És per això que Angustias té un anell de compromís fet de perles, per les quals plorarà, ja que Pepe no l'estima.

## Diàleg i llenguatge
El mestratge del diàleg és indubtable. Cadascú parla segons el seu caràcter i les rèpliques són curtes i vivaces, amb la qual cosa tota l'obra adquireix un caràcter molt real. Això ho reforça també el sabor popular tan elaborat de Lorca, que no recorre a simples vulgarismes.

## Els noms
- Bernarda ALBA: nom d'origen germànic: "amb força o embranzida d'os". ALBA: blanca

- Angustias: etimològicament, del llatí "angostura", "dificultat". Significa opressió, aflicció, angúnia; estretor de lloc o del temps. A això, afegir-li el significat directe: és un personatge contristat pel pas del temps. Es fa vella i no ha trobat marit i, per tant, busca una manera de sortir de la casa.

- Magdalena: desconsolada, llagrimosa.

- Martirio: mort o turments patits per causa de la religió.

- Adela: de caràcter noble.

- La Poncia: nom equivalent a Pons Pilat.

- Prudència: una de les quatre virtuts cardinals, que consisteix a destriar i distingir el que és bo o dolent per a seguir o fugir d'això.

- María Josefa: de santa Maria, la verge, i sant Josep, el seu espòs, els pares de Jesús.